# تشمن مرواريد (بالش)
تشمن مرواريد (بالفارسية: چمن مروارید) هي قرية تقع في إيران في البلدة المركزية. يقدر عدد سكانها بـ 2,320 نسمة .